# 巴伦苏埃拉德卡拉特拉瓦
巴伦苏埃拉德卡拉特拉瓦，是西班牙卡斯蒂利亚-拉曼恰雷阿尔城省的一个市镇。 总面积44平方公里，总人口830人（2001年），人口密度19人/平方公里。